# Tuerta noctuiformis
Tuerta noctuiformis là một loài bướm đêm trong họ Noctuidae.